# Biady
Biady – ludowa forma zapasów, kultywowana w Polsce m.in. na Kurpiowszczyźnie oraz pod Łomżą. Opierała się na mocowaniu się, z uchwytem za pas, bądź chwytając ciało przeciwnika.